# Torre Planetarium
Torre Planetarium bezeichnet zwei unvollendete Hochhausbaustellen in Panama-Stadt. Der Bau beider Wolkenkratzer begann im Jahr 2008. Aufgrund finanzieller Schwierigkeiten mussten jedoch im Jahr 2009 die Bauarbeiten gestoppt werden. Torre Planetarium I soll eine Höhe von 343 Metern erreichen und wäre damit das höchste Gebäude der Stadt und des Landes, jedoch nur, wenn die ebenfalls eingestellten Bauarbeiten am Los Faros del Panamá nicht fortgeführt werden (geplante Höhe 346 Meter). Torre Planetarium II soll eine Höhe von 305 Metern haben und 82 Stockwerke zählen, während der erste Turm 92 Geschosse haben wird. Das Architekturbüro Mallol & Mallol hat beide Gebäude entworfen. Sie sollen ausschließlich Wohnungen beherbergen.